# Piliscsév (przystanek kolejowy)
Piliscsév (węg. Piliscsév megállóhely) – stacja kolejowa w Leányvár, w komitacie Komárom-Esztergom, na Węgrzech. 
Znajduje się na linii 2 Budapest – Esztergom.
W latach 2012–2015 przystanek przeszedł gruntową modernizację, polegającą między innymi na budowie nowego peronu oraz infrastrukture pasażerskiej.

## Linie kolejowe
- 2 Budapest – Esztergom[potrzebny przypis]

## Komunikacja miejska
Przystanek jest obsługiwany przez jedną linie autobusową przewoźnika Volánbusz:
- 805